# Seilern (Adelsgeschlecht)

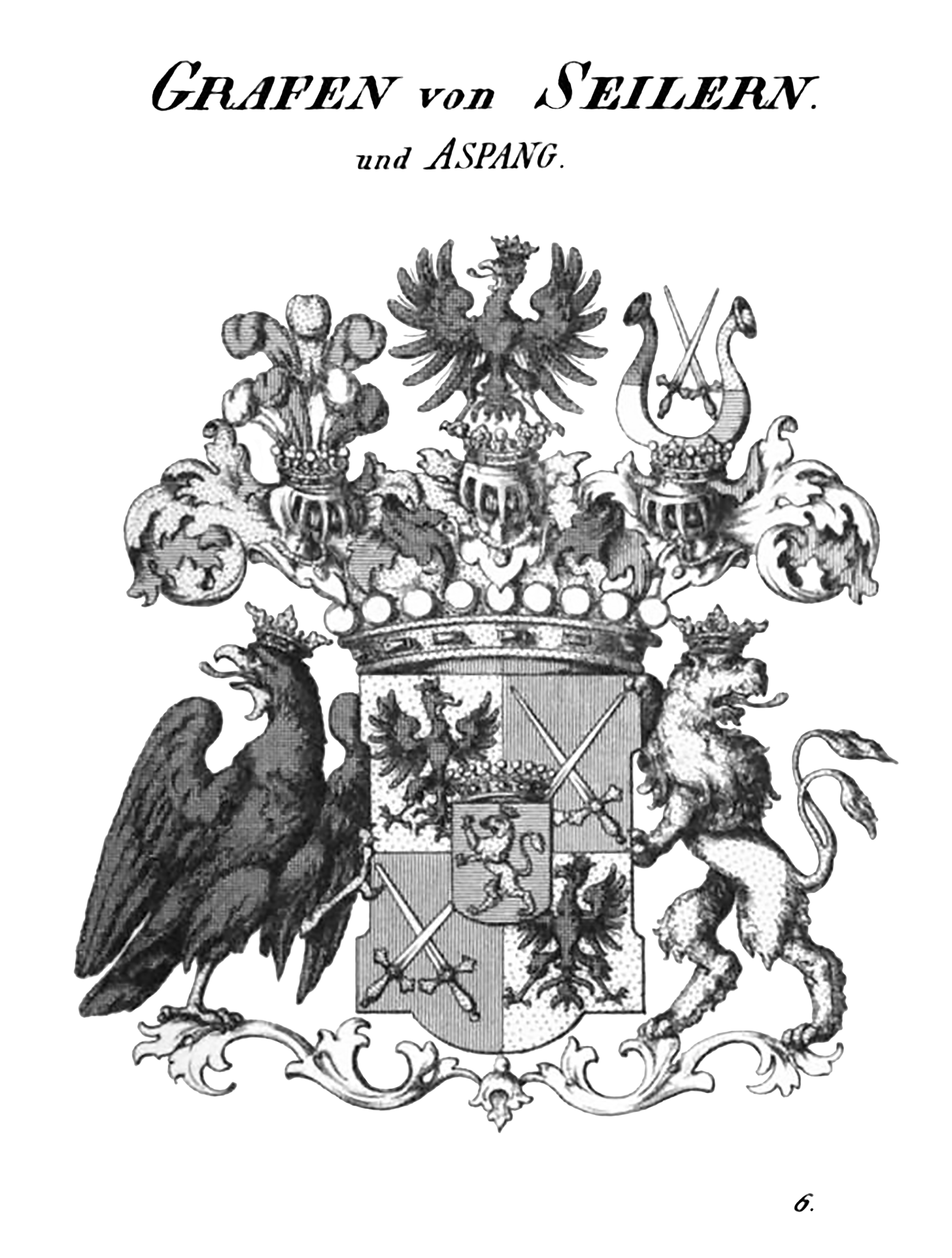
Wappen der Grafen von Seilern und Aspang

Die Grafen von Seilern und Aspang sind ein aus Flandern stammendes österreichisches Adelsgeschlecht.

## Geschichte
Das Geschlecht stieg mit dem kaiserlichen Hofkanzler Johann Friedrich von Seilern 1684 in den Ritter-, 1693 in den Freiherrn- und am 5. November 1712 in den Reichsgrafenstand und damit zugleich in den Adel auf. Er hatte als Regierungsrat des Kurfürsten Karl Ludwig I. von der Pfalz in Heidelberg begonnen, war dann nach Wien gegangen, zur katholischen Konfession übergetreten und dort schließlich zum Obersten Hofkanzler Kaiser Leopolds I. sowie seiner Nachfolger Josephs I. und Karls VI. aufgestiegen. Er gilt als Verfasser der pragmatischen Sanktion.

### Herkunft
Nach Constantin von Wurzbach sollen die Seilern, laut alten Wappenbüchern, zur schwäbischen Ritterschaft des 14. Jahrhunderts, mit Sitzen in Pforzheim, St. Gallen, in der Oberpfalz und in Nürnberg gehört haben. Tatsächlich war der Vater des Hofkanzlers ein um 1600 in Speyer geborener Färbermeister namens Johann Jakob Seiler, der nachweislich zwischen 1636 und 1648 in Ladenburg lebte und um 1666 in Heidelberg starb.
Johann Friedrich Graf Seilern adoptierte seinen Neffen (Sohn seiner Halbschwester) Johann Friedrich Kichelier (oder de Keuckelier) (1676–1751), welcher Stamm, Namen und Titel als Graf von Seilern und Aspang fortführte. Dessen Urgroßvater im Mannesstamm war der aus Brügge stammende Arnold de Keukelier (um 1550–1615), Hoftapezierer in Heidelberg, der 1574 in Frankenthal Catharina van Heist heiratete. Unter deren Nachkommen waren – neben dem Urenkel Johann Friedrich Kichelier – auch Barbiere, Schneider und Balladenschreiber.

### Besitzungen
1711 hatte Johann Friedrich (I.) das Schloss in Aspang-Markt erworben und war daher 1713 mit dem Namen von Seilern und Aspang gegraft worden. Schon ein Jahr nach seinem Tod, 1716, verkaufte es sein Neffe und Erbe Johann Friedrich (II.) aber an die ursprüngliche Besitzerfamilie, Grafen von Pergen, zurück. 1724 erwarb er die Burg Lukov (Luckow) in Mähren mit der zugehörigen Herrschaft Freistadtl-Luckow-Kralitz, aus der er 1751 einen Primogenitur-Fideikommiss errichtete. Dazu gehörten zahlreiche Dörfer, die sich im späten 18. und frühen 19. Jahrhundert von der Erbuntertänigkeit freikauften.

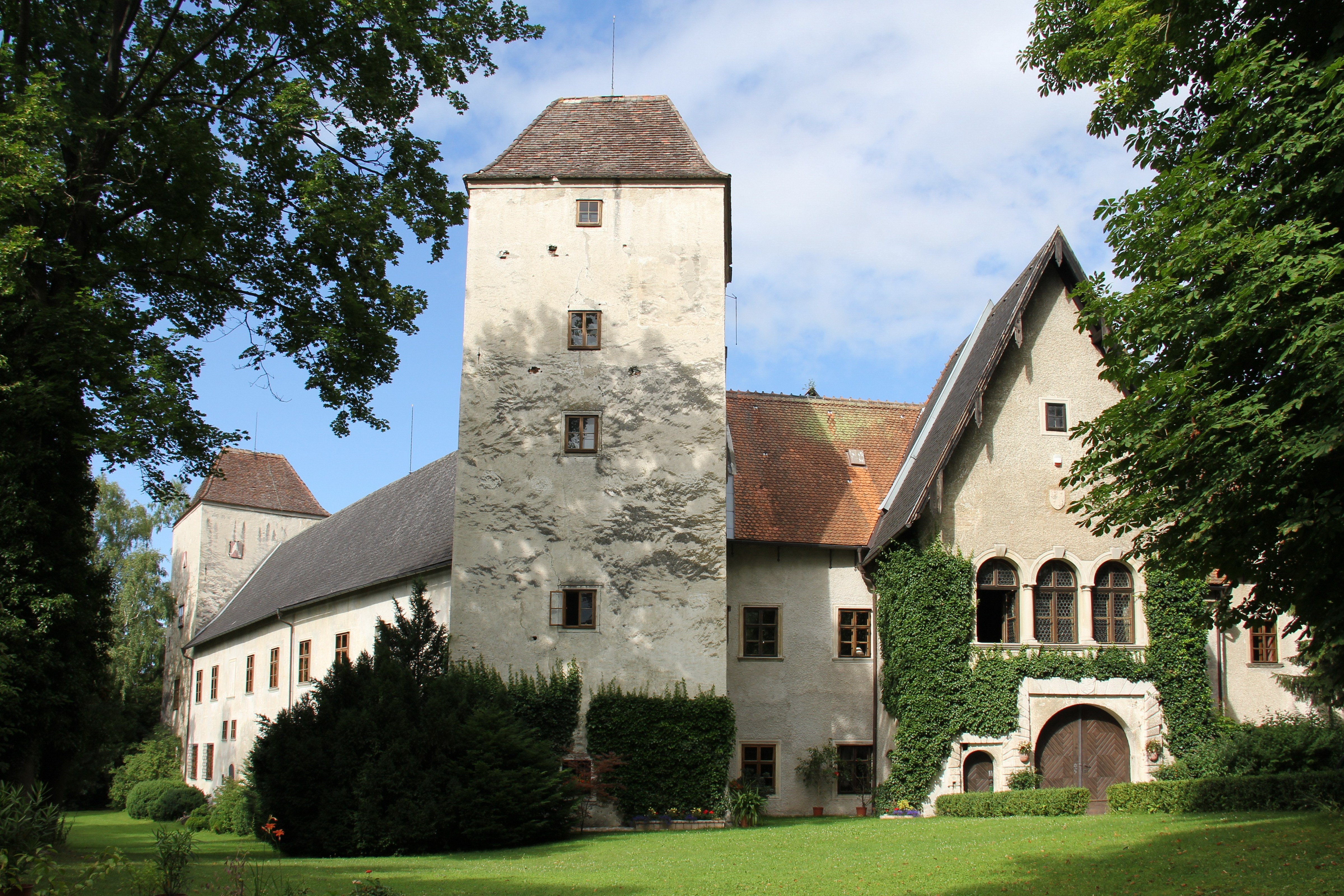
Schloss Aspang
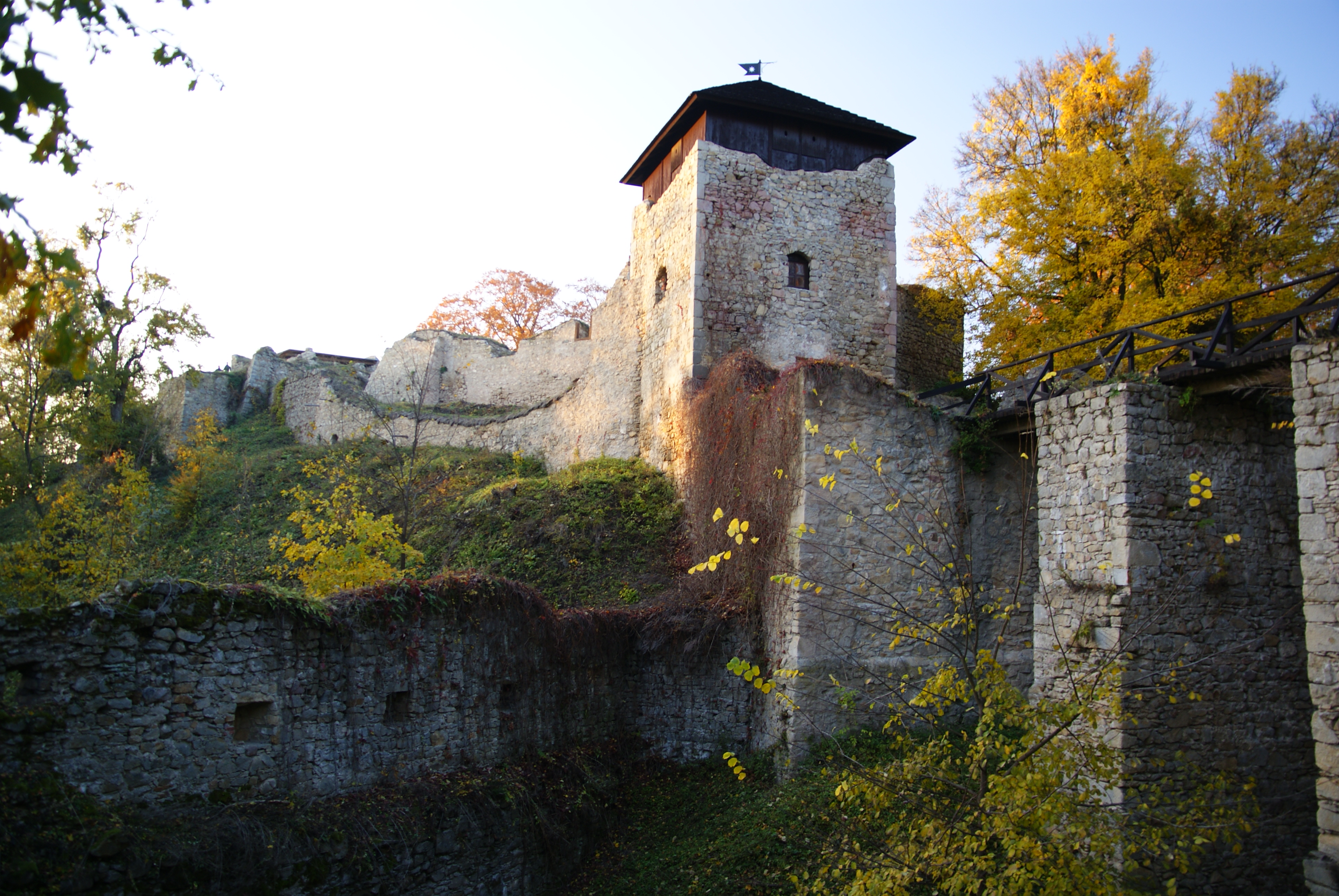
Burg Lukov (Luckow)

Sein Sohn Christian August erwarb 1772 aus dem Konkurs von Johann Anton Graf von Kuefstein zudem die niederösterreichische Herrschaft Litschau mit Schloss Litschau im Waldviertel nahe der böhmischen Grenze. Er erbaute neben dem verfallenden Alten Schloss ein kleines, neues als Jagdsitz. Beide gehören bis heute der Familie.

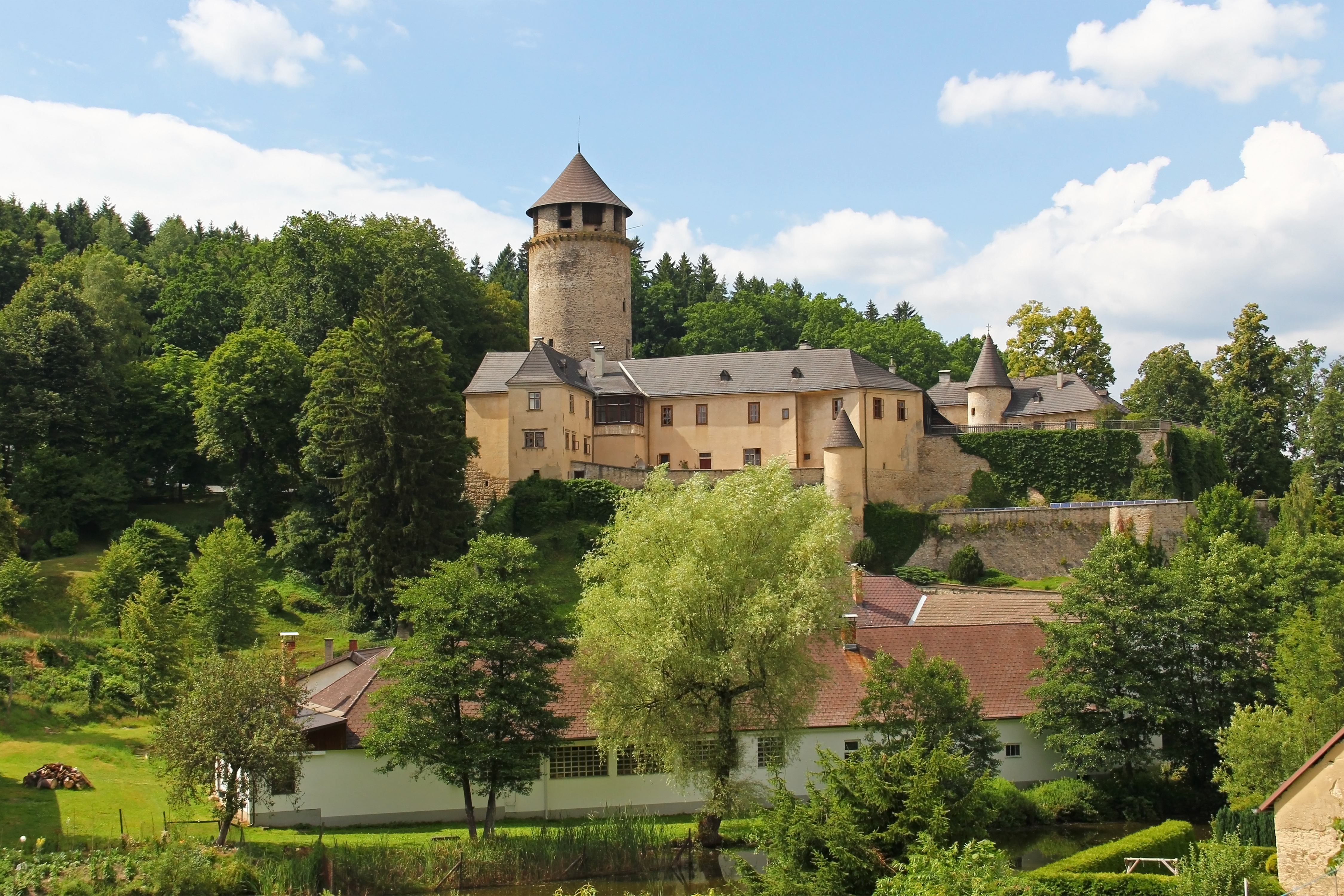
Altes Schloss Litschau
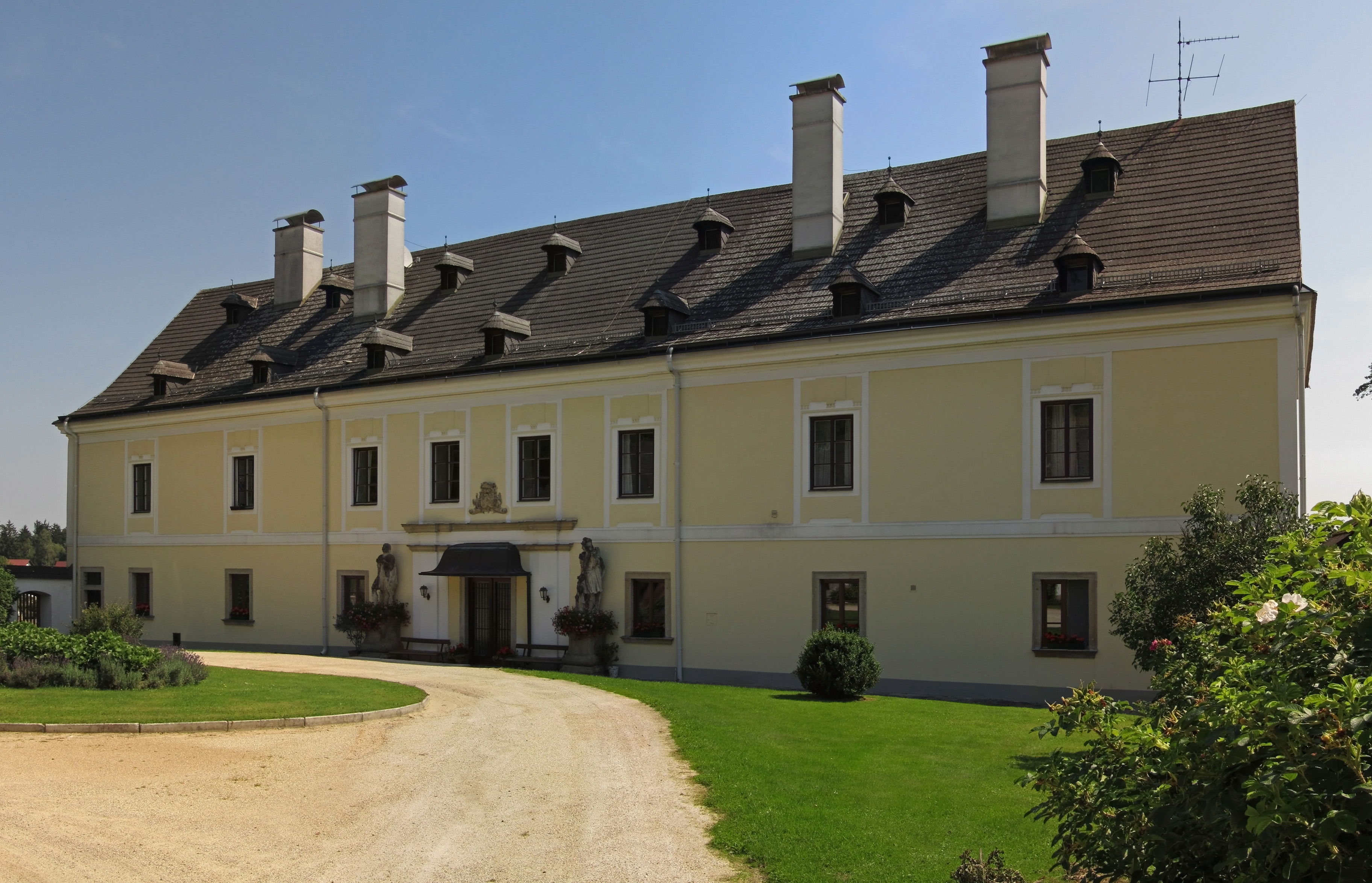
Neues Schloss Litschau

Außerdem erwarb er 1780 von Maria Theresia noch die Herrschaft Hetzendorf, den Gutsbetrieb vom Schloss Hetzendorf bei Wien, welches selbst aber im Habsburger Besitz verblieb. Sein Wohnsitz in Hetzendorf war der Gall-Hof. 1782 kaufte er auch die Klosterneuburger Besitzungen in Hetzendorf. Sein Sohn Josef veräußerte alles jedoch bereits 1803. 1800–1801 wohnte im Gall-Hof der in den napoleonischen Kriegen vertriebene letzte Kölner Kurfürst und Erzbischof Erzherzog Maximilian Franz von Österreich, Bruder der beiden Kaiser Joseph II. und Leopold II.
Da die mährische Burg Lukov, auf einem Berg gelegen, bereits um 1750 verlassen worden und die Güteradministration ins Dorf Lukov und nach Freistadtl verlegt worden war und die Burg anschließend zur Ruine verfallen, errichtete sich die Familie 1887–94 nahe dieser Ortschaft das Schloss Lešná als neuen Herrschaftsmittelpunkt. Sie hielt die Besitzungen in Freistadtl, Luckow und Kralitz bis zur Vertreibung 1945. Nach dem Abzug der Sowjetarmee bezog sie das ausgeplünderte und im Inneren devastierte Schloss Litschau im Waldviertel. Theresia Gräfin von Seilern-Aspang, geborene Gräfin Lažanská, war Erbin und bis 1945 letzte Besitzerin der Herrschaft Rabštejn nad Střelou (Rabenstein an der Schnella).

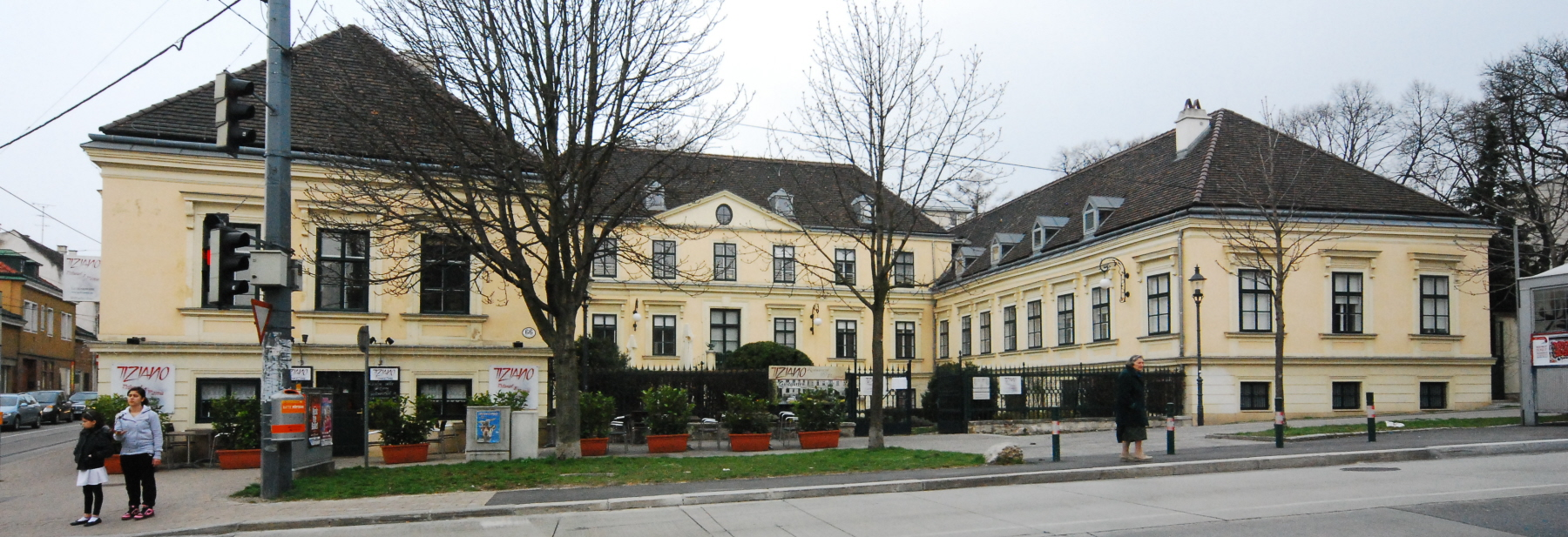
Gall-Hof in Hetzendorf bei Wien
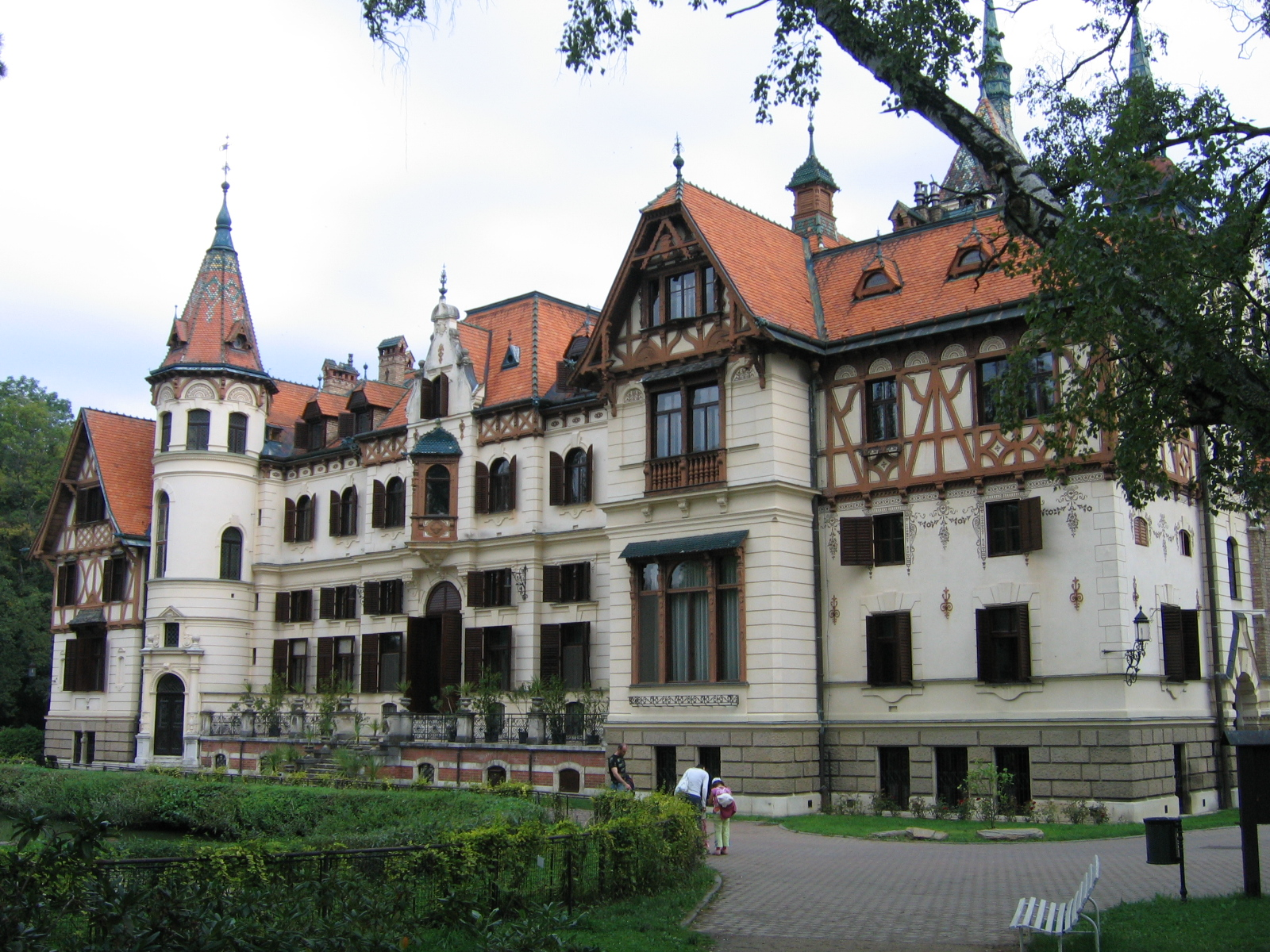
Schloss Lešná, Mähren
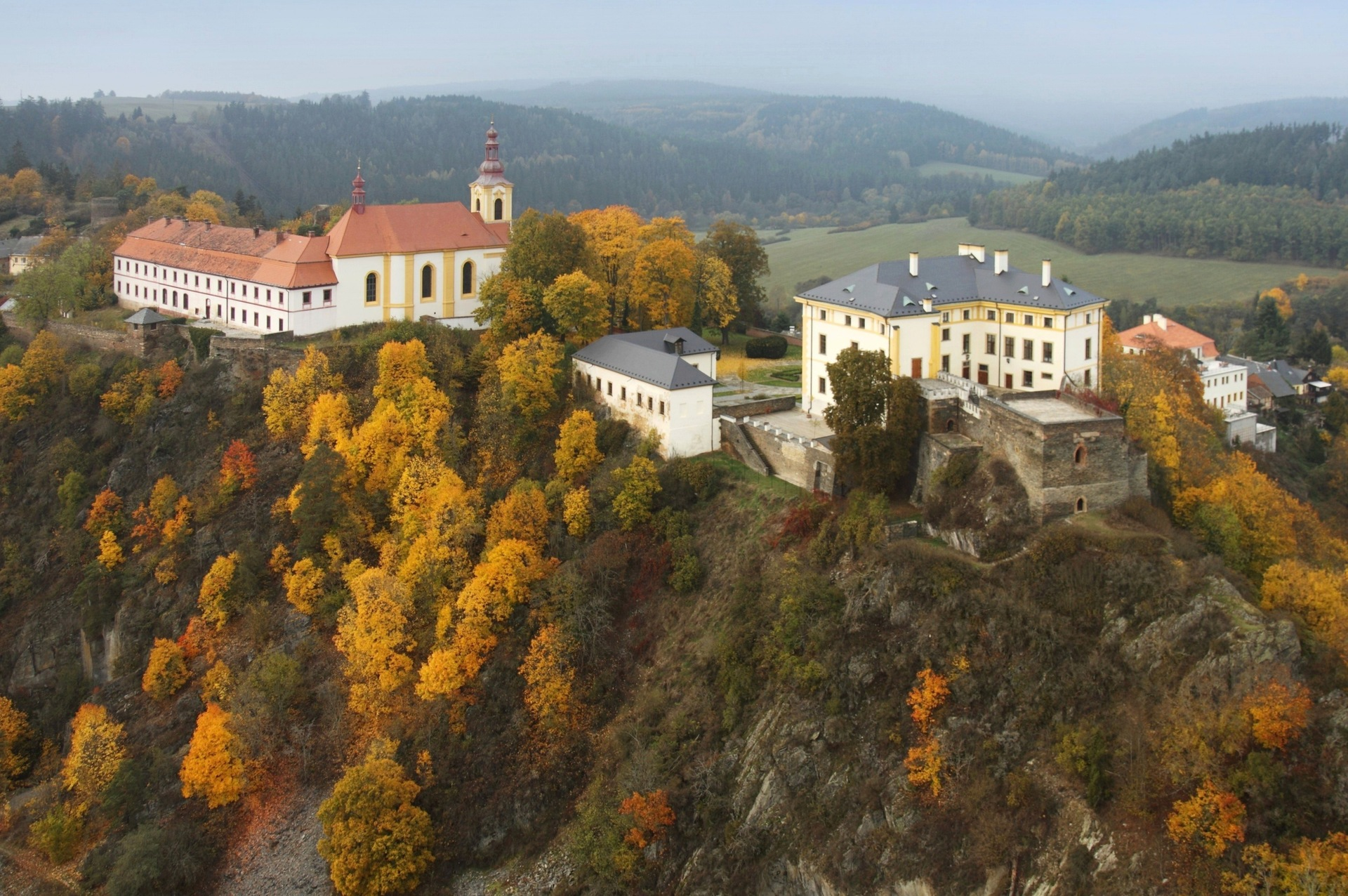
Schloss und Kloster Rabenstein, Südböhmen

1881 erbaute sich die verwitwete Gräfin Elisabeth von Seilern-Aspang die Villa Seilern in Bad Ischl, die sie 1909 veräußerte. Im Jahre 1923 kaufte Carl Hugo Graf von Seilern und Aspang (1899–1988), mütterlicherseits ein Enkel des deutschstämmigen amerikanischen Bankiers Charles Frederick Woerishoffer, das Schloss Wasserburg in Pottenbrunn, Niederösterreich, das bis heute im Besitz der Familie ist. Sein Bruder Oswald (1900–1967) erwarb 1930 das Schloss Schönbühel an der Donau sowie die zugehörige Burgruine Aggstein. Auch diese gehören noch der Familie Seilern-Aspang. Der jüngste Bruder, Antoine Seilern und Aspang (1901–1978), war ein bekannter Kunstsammler.

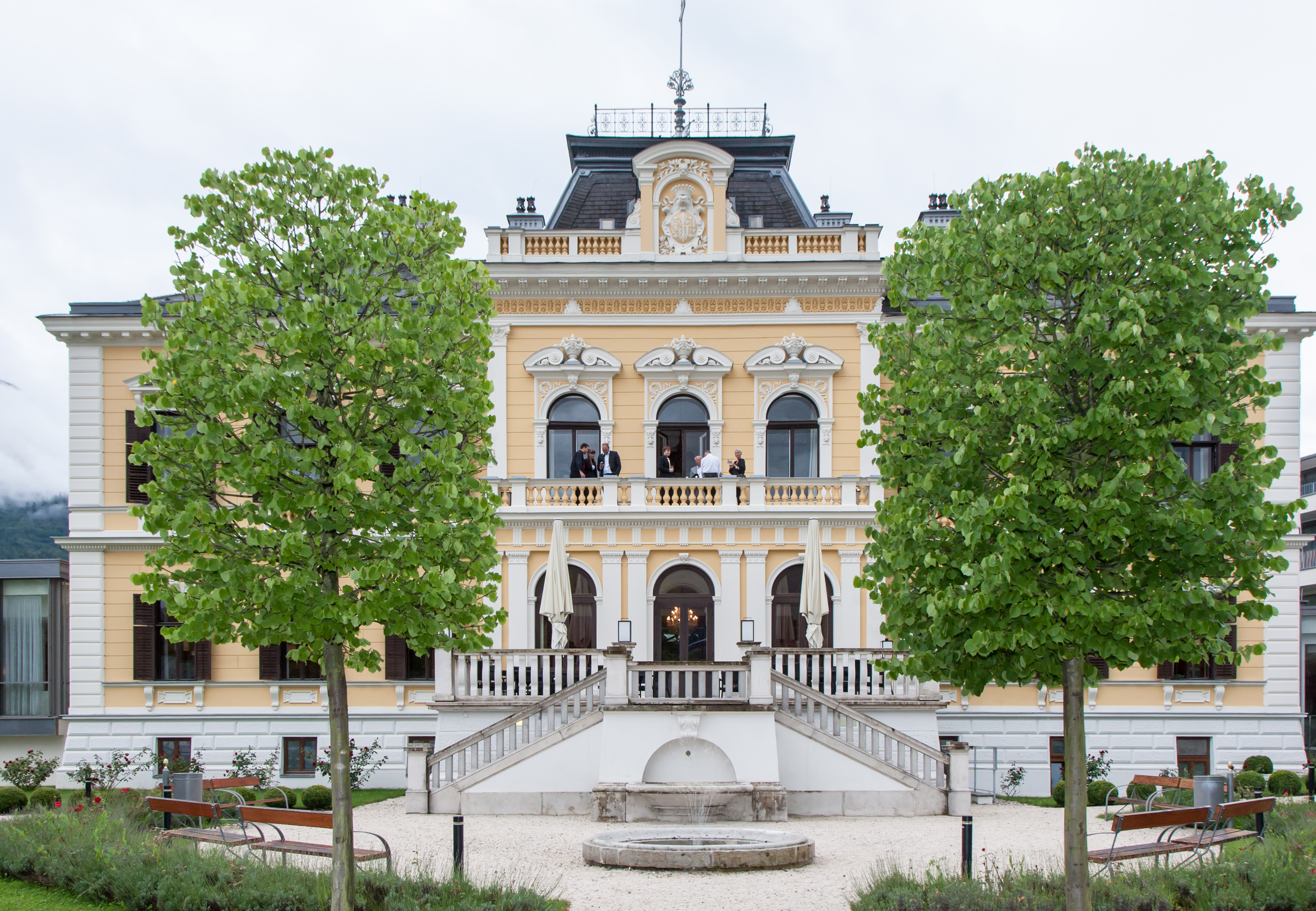
Villa Seilern in Bad Ischl
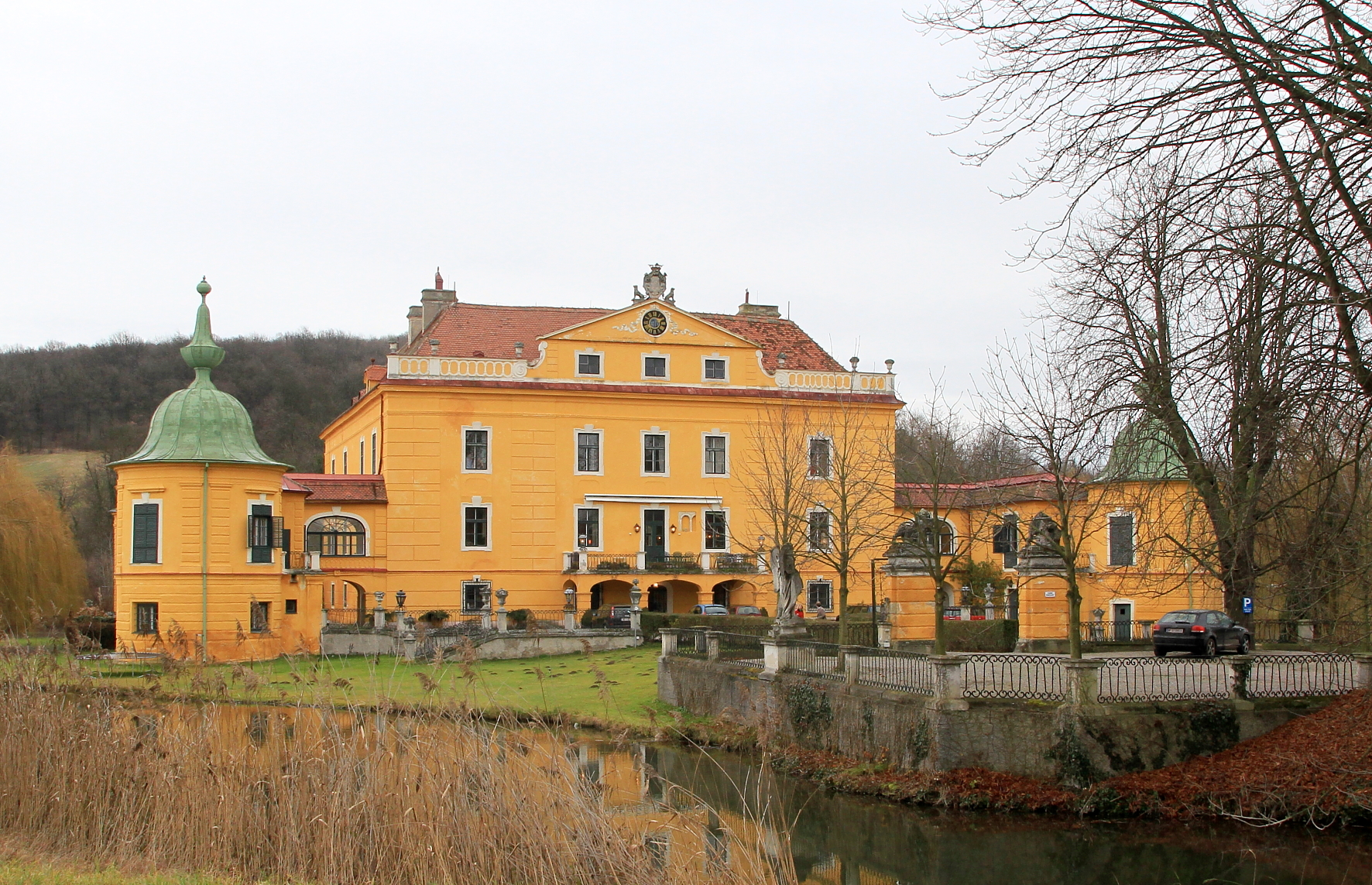
Schloss Wasserburg in Pottenbrunn
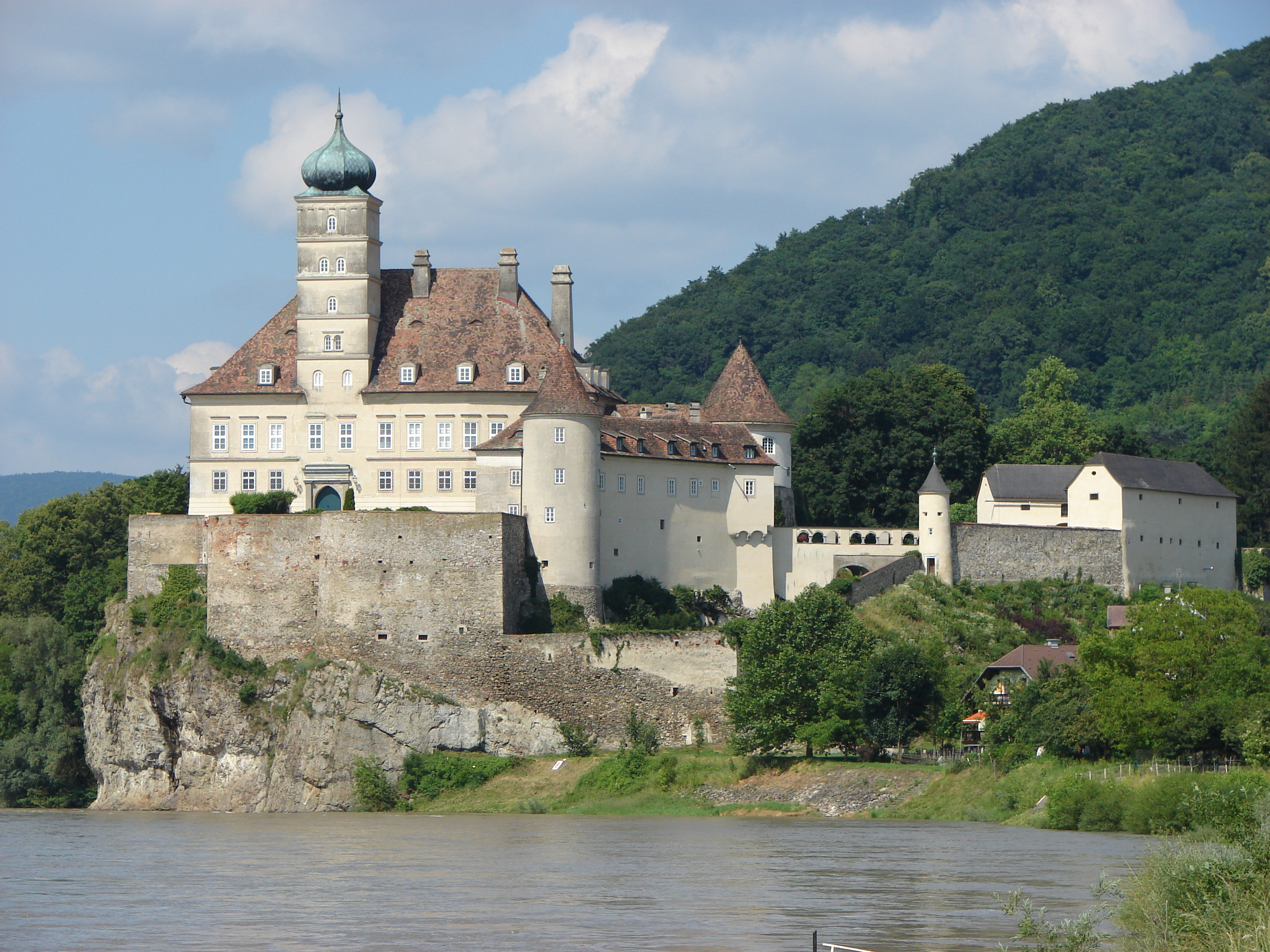
Schloss Schönbühel
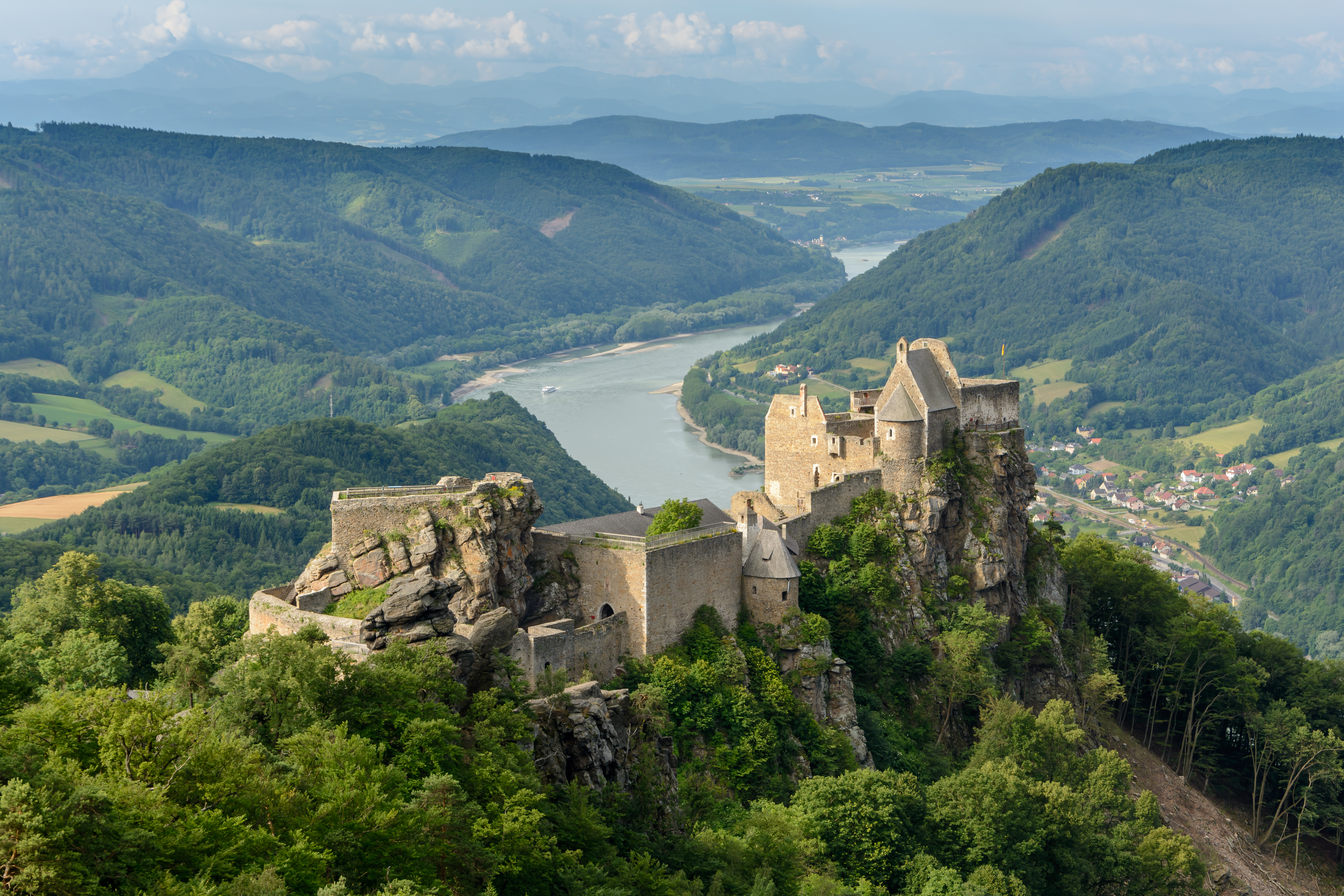
Burgruine Aggstein

## Persönlichkeiten
- Johann Friedrich von Seilern (1646–1715), österreichischer Hofkanzler, Verfasser der Pragmatischen Sanktion und Begründer des Adelsgeschlechts
- Christian August von Seilern (1717–1801), österreichischer Diplomat und Staatsmann
- Joseph Johann von Seilern (1752–1838), österreichischer Diplomat und Landwirt
- Crescence Seilern (1799–1875), Gemahlin des ungarischen Staatsreformers István Széchenyi
- Karl Maximilian von Seilern und Aspang (1825–1905), österreichischer Politiker und Landwirt
- Elisabeth Seilern (1838–1909), geborene Stürgkh, Erbauerin der Villa Seilern in Bad Ischl
- Josef von Seilern und Aspang (1883–1939), österreichischer Ornithologe
- Antoine Seilern und Aspang (1901–1978), österreichisch-britischer Kunsthistoriker und Kunstsammler
- Johannes Seilern (* 1951), österreichischer Schauspieler und Theaterregisseur
- Jesse Seilern (* 1990), österreichischer Basketballspieler